# 고창군의 행정 구역
고창군의 행정 구역은 1읍 13면으로 구성되어 있다. 고창군의 면적은 607.72km2이며, 인구는 2009년 7월 31일을 기준으로 26,982 세대 60,158 명이다.

## 행정 구역
| 지도 | 읍·면  | 한자   | 세대   | 인구   | 면적   |
| --- | ------ | ------ | ------ | ------ | ------ |
| 고창읍 고수면 아산면 무장면 공음면 상하면 해리면 성송면 대산면 심원면 흥덕면 성내면 신림면 부안면 부안군 영광군 장성군 황해 정읍시 | 고창읍 | 高敞邑 | 8,697  | 22,164 | 42.50  |
| 고창읍 고수면 아산면 무장면 공음면 상하면 해리면 성송면 대산면 심원면 흥덕면 성내면 신림면 부안면 부안군 영광군 장성군 황해 정읍시 | 고수면 | 古水面 | 1,271  | 2,494  | 45.58  |
| 고창읍 고수면 아산면 무장면 공음면 상하면 해리면 성송면 대산면 심원면 흥덕면 성내면 신림면 부안면 부안군 영광군 장성군 황해 정읍시 | 아산면 | 雅山面 | 1,601  | 3,054  | 74.73  |
| 고창읍 고수면 아산면 무장면 공음면 상하면 해리면 성송면 대산면 심원면 흥덕면 성내면 신림면 부안면 부안군 영광군 장성군 황해 정읍시 | 무장면 | 茂長面 | 1,700  | 3,352  | 43.78  |
| 고창읍 고수면 아산면 무장면 공음면 상하면 해리면 성송면 대산면 심원면 흥덕면 성내면 신림면 부안면 부안군 영광군 장성군 황해 정읍시 | 공음면 | 孔音面 | 1,474  | 2,922  | 50.06  |
| 고창읍 고수면 아산면 무장면 공음면 상하면 해리면 성송면 대산면 심원면 흥덕면 성내면 신림면 부안면 부안군 영광군 장성군 황해 정읍시 | 상하면 | 上下面 | 1,447  | 2,864  | 32.96  |
| 고창읍 고수면 아산면 무장면 공음면 상하면 해리면 성송면 대산면 심원면 흥덕면 성내면 신림면 부안면 부안군 영광군 장성군 황해 정읍시 | 해리면 | 海里面 | 1,650  | 3,171  | 39.53  |
| 고창읍 고수면 아산면 무장면 공음면 상하면 해리면 성송면 대산면 심원면 흥덕면 성내면 신림면 부안면 부안군 영광군 장성군 황해 정읍시 | 성송면 | 星松面 | 1,110  | 2,039  | 36.25  |
| 고창읍 고수면 아산면 무장면 공음면 상하면 해리면 성송면 대산면 심원면 흥덕면 성내면 신림면 부안면 부안군 영광군 장성군 황해 정읍시 | 대산면 | 大山面 | 2,052  | 4,003  | 43.84  |
| 고창읍 고수면 아산면 무장면 공음면 상하면 해리면 성송면 대산면 심원면 흥덕면 성내면 신림면 부안면 부안군 영광군 장성군 황해 정읍시 | 심원면 | 心元面 | 1,379  | 2,889  | 40.07  |
| 고창읍 고수면 아산면 무장면 공음면 상하면 해리면 성송면 대산면 심원면 흥덕면 성내면 신림면 부안면 부안군 영광군 장성군 황해 정읍시 | 흥덕면 | 興德面 | 1,849  | 3,625  | 33.39  |
| 고창읍 고수면 아산면 무장면 공음면 상하면 해리면 성송면 대산면 심원면 흥덕면 성내면 신림면 부안면 부안군 영광군 장성군 황해 정읍시 | 성내면 | 星內面 | 1,185  | 2,242  | 30.84  |
| 고창읍 고수면 아산면 무장면 공음면 상하면 해리면 성송면 대산면 심원면 흥덕면 성내면 신림면 부안면 부안군 영광군 장성군 황해 정읍시 | 신림면 | 新林面 | 1,274  | 2,450  | 40.90  |
| 고창읍 고수면 아산면 무장면 공음면 상하면 해리면 성송면 대산면 심원면 흥덕면 성내면 신림면 부안면 부안군 영광군 장성군 황해 정읍시 | 부안면 | 富安面 | 1,723  | 3,253  | 53.35  |
| 고창읍 고수면 아산면 무장면 공음면 상하면 해리면 성송면 대산면 심원면 흥덕면 성내면 신림면 부안면 부안군 영광군 장성군 황해 정읍시 | 고창군 | 高敞郡 | 26,982 | 60,158 | 607.72 |

## 법정리
| 읍·면  | 법정리 |
| ------ | --- |
| 고창읍 | 읍내리(邑內里), 교촌리(校村里), 월곡리(月谷里), 월암리(月岩里), 석정리(石汀里), 월산리(月山里), 노동리(蘆洞里), 화산리(化山里), 내동리(內洞里), 덕산리(德山里), 주곡리(蛛谷里), 도산리(道山里), 죽림리(竹林里), 신월리(新月里), 덕정리(德井里), 율계리(栗溪里), 석교리(石橋里), 성두리(星斗里) |
| 고수면 | 와촌리(瓦村里), 황산리(黃山里), 봉산리(蜂山里), 우평리(牛坪里), 남산리(南山里), 예지리(禮智里), 인성리(仁城里), 장두리(長斗里), 초내리(草乃里), 평지리(平支里), 부곡리(芙谷里), 상평리(上平里), 두평리(斗坪里), 은사리(隱士里)                                                                 |
| 아산면 | 봉덕리(鳳德里), 중월리(中月里), 목동리(木洞里), 상갑리(上甲里), 하갑리(下甲里), 대동리(大東里), 주진리(舟津里), 남산리(南山里), 성산리(星山里), 학전리(鶴田里), 운곡리(雲谷里), 용계리(龍溪里), 계산리(鷄山里), 구암리(九岩里), 반암리(盤岩里), 삼인리(三仁里)                                 |
| 무장면 | 무장리(茂長里), 성내리(城內里), 교흥리(校興里), 송현리(松峴里), 원촌리(院村里), 강남리(江南里), 목우리(牧牛里), 덕림리(德林里), 옥산리(玉山里), 고라리(古羅里), 백양리(白羊里), 신촌리(新村里), 만화리(萬化里), 월림리(月林里), 도곡리(道谷里), 송계리(松溪里)                                 |
| 공음면 | 두암리(斗岩里), 신대리(新垈里), 구암리(九岩里), 석교리(石橋里), 장곡리(壯谷里), 칠암리(七岩里), 용수리(龍水里), 선동리(扇洞里), 건동리(建洞里), 군유리(群儒里), 예전리(禮田里), 덕암리(德岩里)                                                                                                 |
| 상하면 | 장산리(壯山里), 장호리(長湖里), 용정리(龍井里), 자룡리(紫龍里), 석남리(石南里), 하장리(下長里), 용대리(龍垈里), 검산리(劍山里), 송곡리(松谷里) |
| 해리면 | 하련리(下蓮里), 평지리(平支里), 고성리(古星里), 송산리(松山里), 안산리(安山里), 왕촌리(旺村里), 라성리(羅星里), 사반리(巳盤里), 방축리(防築里), 금평리(金坪里), 광승리(光升里), 동호리(冬湖里)                                                                                                 |
| 성송면 | 산수리(山水里), 하고리(下古里), 무송리(茂松里), 암치리(岩峙里), 계당리(溪堂里), 판정리(板井里), 괴치리(槐峙里), 향산리(香山里), 학천리(鶴天里), 사내리(沙乃里), 낙양리(洛陽里) |
| 대산면 | 성남리(城南里), 광대리(光大里), 덕천리(德川里), 중산리(中山里), 매산리(梅山里), 산정리(山亭里), 율촌리(栗村里), 춘산리(春山里), 연동리(蓮洞里), 갈마리(渴馬里), 해룡리(海龍里), 대장리(大壯里), 회룡리(回龍里), 지석리(支石里), 상금리(上金里)                                                 |
| 심원면 | 궁산리(弓山里), 주산리(珠山里), 고전리(高田里), 만돌리(萬突里), 두어리(斗於里), 도천리(道川里), 연화리(蓮花里), 월산리(月山里), 하전리(下田里), 용기리(龍基里) |
| 흥덕면 | 흥덕리(興德里), 동사리(東沙里), 치룡리(峙龍里), 신송리(新松里), 하남리(下南里), 용반리(龍盤里), 신덕리(新德里), 후포리(後浦里), 사포리(沙浦里), 교운리(校雲里), 석우리(石隅里), 오호리(五湖里), 석교리(石橋里), 사천리(沙川里), 제하리(堤下里), 송암리(松岩里)                                 |
| 성내면 | 양계리(陽桂里), 월성리(月城里), 조동리(槽東里), 부덕리(富德里), 덕산리(德山里), 신성리(新星里), 동산리(東山里), 월산리(月山里), 옥제리(玉堤里), 대흥리(大興里), 신대리(新大里), 용교리(龍橋里), 산림리(山林里)                                                                                 |
| 신림면 | 무림리(茂林里), 외화리(外化里), 도림리(道林里), 덕화리(德化里), 가평리(加平里), 신평리(新坪里), 반룡리(盤龍里), 세곡리(細谷里), 자포리(子抱里), 송용리(松龍里), 법지리(法止里), 벽송리(碧松里), 부송리(扶松里)                                                                                 |
| 부안면 | 중흥리(中興里), 오산리(鰲山里), 수남리(水南里), 검산리(劍山里), 수동리(水東里), 수앙리(水央里), 상암리(象岩里), 봉암리(鳳岩里), 송현리(松峴里), 선운리(仙雲里), 용산리(龍山里), 상등리(上嶝里), 사창리(社倉里), 운양리(雲陽里)                                                                 |

## 역사
- 1895년 고창군, 무장군, 흥덕군으로 개칭하였다.
- 1914년 4월 1일 고창군, 무장군, 흥덕군을 고창군으로 통폐합하였다.[2]

| 조선총독부령 제111호 |             |                                                                                |
| 구 행정구역 | 신 행정구역 | 신 행정구역                                                                    |
| 고창군 천북면(川北面) 교촌 일부/성덕리 일부/화평리 일부, 월운리 일부/(천남면)덕산리 일부/(오동면)월계리 일부/(고사면)외용리 일부/내용리, 석교리/교촌 일부/(천남면)서부리 일부/(오동면)월계리 일부/(산내면)발막리 일부/반룡리, 내정리/외정리/석정리/중리 일부/검암리 일부, 옥동/상성리/성두리, 신월리/예천동/월곡리/북당리/상월리/산소동/계명리 일부/화평리 일부/(천남면)대양리 일부/동구리, 회가동/월산리/산정리/문주동/온수동/중리 일부, 월암리/수월리/포정리/운월리/검암리 일부/계명리 일부                                                                                | 고창면      | 교촌리, 덕산리, 석교리, 석정리, 성두리, 월곡리, 월산리, 월암리                 |
| 고창군 천남면(川南面) 내동/구성동/칠송리/(고사면)은동리 일부/제내리 일부/와촌 일부/외용리 일부, 등선리/성동리/노동/대양리 일부, 동부리/학림리/서부리 일부/덕산리 일부/(천북면)성덕리 일부/교촌 일부, 호동/안동/강당리/송암리/복호동/화산리/도동 | 고창면      | 내동리, 노동리, 읍내리, 화산리                                                 |
| 고창군 고사면(古沙面) 신동/양생리/두평리/구암리/신암리/용두리/중두리/조산리 일부, 상평리/복룡리/전불리/송정리/화곡리/사점리 일부/조산리 일부, 성산리/구룡리/와촌 일부/제내리 일부/사점리 일부/황산리 일부/(천남면)홍산리, 은사리/상림리/운봉리/가협리/신기리/지소리/칠성리/초치리/신성리, 예지리/황산리 일부/(수곡면)평지리 일부 | 고수면      | 두평리, 상평리, 와촌리, 은사리, 황산리                                         |
| 고창군 수곡면(水谷面) 장암리/부곡리/연동/신평리/증산리/(고사면)신곡리 일부/(산내면)점촌 일부, 오산리/월계리/장두리/신월리 일부/(무장군 성동면)사내리 일부, 초내리/내창리/칠암리/평지리 일부/화산리 일부, 예동/옥동/사동/청계동/평지리 일부/화산리 일부 | 고수면      | 부곡리, 장두리, 초내리, 평지리                                                 |
| 고창군 오동면(五東面) 안동/신촌/지동/도산리 일부/(대아면)오향리 일부, 봉산리/동암리/취성리/사천리 일부, 상평리/주곡리/용전리/주산리/신상리 일부/사천리 일부/월계리 일부/(산내면)죽림리 일부 | 오산면      | 도산리, 봉산리, 주곡리                                                         |
| 고창군 오서면(五西面) 잠곡리/송계리/당산리/학동/남양리/점촌 일부, 양정리/궁원리/예동/지촌, 죽천리/우평리/용지리/오운리/산동/양지리/(오동면)도산리 일부/(대아면)오향리 일부, 인동/위성리/학산리 | 오산면      | 남산리, 예지리, 우평리, 인성리                                                 |
| 고창군 산내면(山內面) 석탄리/덕정리 일부/제내리 일부, 신반리/율계리/발막리 일부/경방리 일부, 신흥리/신월리/봉곡리/점촌/경방리 일부/제내리 일부/덕정리 일부/신곡리 일부, 송천리/송암리/신곡리 일부/죽림히 일부, 지산리/부정리/비석리/계산리/사거리/병암리/내독리 일부, 구암리/반월리/(무장군 탁곡면)반곡리/호암리/(흥덕군 이서면)반암리 일부, 인천리/원평리/신촌/오암리/용수리/용평리/용암리, 장동/상탑리/서당리/마명리/반석리/영막리/(흥덕군 이서면)용산리 일부/(무장군 탁곡면)강정리 일부/선동리/(흥덕군 이서면)임천리/호암리/반암리 일부, 안덕리/신안리/신기리/정촌/운곡리 | 오산면      | 덕정리, 율계리, 신월리, 죽림리                                                 |
| 고창군 산내면(山內面) 석탄리/덕정리 일부/제내리 일부, 신반리/율계리/발막리 일부/경방리 일부, 신흥리/신월리/봉곡리/점촌/경방리 일부/제내리 일부/덕정리 일부/신곡리 일부, 송천리/송암리/신곡리 일부/죽림히 일부, 지산리/부정리/비석리/계산리/사거리/병암리/내독리 일부, 구암리/반월리/(무장군 탁곡면)반곡리/호암리/(흥덕군 이서면)반암리 일부, 인천리/원평리/신촌/오암리/용수리/용평리/용암리, 장동/상탑리/서당리/마명리/반석리/영막리/(흥덕군 이서면)용산리 일부/(무장군 탁곡면)강정리 일부/선동리/(흥덕군 이서면)임천리/호암리/반암리 일부, 안덕리/신안리/신기리/정촌/운곡리 | 아산면      | 계산리, 구암리, 용계리, 반암리, 운곡리                                         |
| 고창군 대아면(大雅面) 회진리/쌍천리/추동/선동/동촌/사동/양정리/대야리 일부/(산내면)신성리, 하당리/와용리/상당리 일부, 성동/봉덕리/종교리/동림리/우모리/중복리 일부/오향리 일부, 서당리/상갑리 일부/신사리 일부, 오정리/주진리 일부/대야리 일부/(무장군 탁곡면)도봉리 일부, 우동/월산리/월명리/신월리/상복리/중복리 일부/신사리 일부/상당리 일부, 마평리/송암리/봉동/하갑리/상갑리 일부/상당리 일부/(산내면)내독리 일부 | 아산면      | 대동리, 목동리, 봉덕리, 상갑리, 주진리, 중월리, 하갑리                         |
| 무장군 일동면(一東面) 교촌리/궁동리 일부/덕흥리 일부/월구리 일부/내동리 일부/금곡리 일부, 도산리/양곡리 일부/덕흥리 일부/월구리 일부, 신촌리/송현리 일부/궁동리 일부, 송산리/금곡리 일부/송현리 일부/원촌리 일부/덕흥리 일부/통정리 일부/궁동리 일부/(이동면)하거리 일부/온금리 일부/(탁곡면)안동리 일부, 죽림리/정동리/양곡리 일부/월구리 일부 | 무장면      | 교흥리, 도곡리, 송현리, 원촌리, 월림리                                         |
| 무장군 이동면(二東面) 안정리/백양리 일부/고라리 일부/온금리 일부/하거리 일부/(일동면)원촌리 일부/(청해면)송암리, 만화리/매산리/사미리/연방리 일부/복흥리 일부, 중거리/정거리/하거리 일부/사죽리 일부/덕림리 일부/고라리 일부/이동리 일부/상성리 일부, 덕림리 일부/사죽리 일부/고라리 일부/백양리 일부/하거리 일부, 성내리/내동리 일부/상성리 일부/이동리 일부/(일동면)통정리 일부, 송암리/(청해면)용계리 일부, 신촌리/석동리/평장리/연방리 일부/덕림리 일부 | 무장면      | 고라리, 만화리, 무장리, 백양리, 성내리, 송계리, 신촌리                         |
| 무장군 탁곡면(托谷面) 장두리/강남리/낙양리/덕산리/흥용리 일부/안동리 일부/(백석면)송정리 일부, 남산리/용장리/흥용리 일부/도봉리 일부/(고창군 대아면)주진리 일부, 삼인리/중촌리/강정리 일부, 계용리/성기리/봉산리/죽산리/월성리 일부/궁월리 일부, 매사리/학전리/두월리/장화리/제내리/월성리 일부/궁월리 일부/(백석면)방축리 일부 | 석곡면      | 강남리, 남산리, 삼인리, 성산리, 학전리                                         |
| 무장군 백석면(白石面) 정동리/덕림리 일부/방축리 일부/(성동면)덕흥리 일부, 월평리/목우리/송정리 일부/(탁곡면)강정리 일부, 가라리/대산리/죽림리/신월리/송정리 일부/덕림리 일부/(대제면)성동리 일부 | 석곡면      | 덕림리, 목우리, 옥산리                                                         |
| 무장군 동음치면(冬音峙面) 덕음리/구수리/구암리/장동리/성재리 일부/다옥리 일부/(하리면)택동리 일부/(전라남도 영광군 홍농면)덕림리 일부, 송운리/신흥리/두암리, 석교리/동촌리/남동리/다옥리 일부, 축동리/구정리/(이동면)복흥리 일부/(와공면)신대리 일부, 회룡리/내대리/양동리/장곡리 일부/(전라남도 영광군 진량면)신계동 일부, 용산리/연동리/칠암리/갑촌리/원동리/장곡리 일부 | 공음면      | 구암리, 두암리, 석교리, 신대리, 장곡리, 칠암리                                 |
| 무장군 와공면(瓦孔面) 하건리/상건리/송산리/(대제면)용강리 일부, 용산리/군유리/응암리 일부, 평촌리/복흥리/창평리/덕암리/지음리 일부/응암리 일부/(전라남도 영광군 도내면)주록동 일부, 시막리/예전리/응암리 일부, 보천리/석정리/청천리/신대리 일부, 선산리/거성리/대정리/(대제면)광대리 일부 | 공음면      | 건동리, 군유리, 덕암리, 예전리, 용수리, 선동리                                 |
| 무장군 상리면(上里面) 상라리/검산리/상수리 일부/(하리면)하장리 일부/원두리 일부, 기산리 일부/궁월리 일부/(하리면)석남리 일부/갈오리 일부, 장기리/송정리/송림리/월곡리 일부/(하리면)원두리 일부, 용산리/섬포리/판정리/궁월리 일부/광촌리 일부/장룡리 일부, 구시포/(하리면)고이포 일부/석남리 일부, 장암리/기산리 일부/(하리면)오룡리 일부, 평곡리/장호리/장룡리 일부/광촌리 일부/복구리 일부/(오리동면)중구리 일부 | 상하면      | 검산리, 석남리, 송곡리, 용정리, 자룡리, 장산리, 장호리                         |
| 무장군 하리면(下里面) 장대리/회음리 일부/택동리 일부/용대리 일부/(전라남도 영광군 홍농면)가장리 일부/영중리 일부/반룡리 일부/풍암리 일부, 평정리/원두리 일부/하장리 일부/오룡리 일부/갈오리 일부/회정리 일부/용대리 일부 | 상하면      | 용대리, 하장리                                                                 |
| 무장군 오리동면(五里洞面) 상부리/외경리 일부/광승리 일부, 명고리/금평리/외경리 일부/대흥리 일부, 동호리/외경리 일부, 나산리/월봉리/성산리/매남리/중구리 일부/(상리면)복구리 일부, 방축리/만화리, 양곡리/신흥리/지로리/왕촌리/대흥리 일부/(상리면)상수리 일부, 미동리/사반리/어룡리/광승리 일부 | 해리면      | 광승리, 금평리, 동호리, 나성리, 방축리, 왕촌리, 사반리                         |
| 무장군 청해면(靑海面) 고성리/칠성리 일부, 행산리/송산리/임해리/우산리 일부/용계리 일부, 안자리/이상리/우산리 일부/하련리 일부/(상리면)월곡리 일부, 수락리/평지리/신흥리/칠성리 일부/하련리 일부, 평장리/하련리 일부 | 해리면      | 고성리, 송산리, 안산리, 평지리, 하련리                                         |
| 무장군 성동면(星洞面) 용암리/계당리/선동리/향산리 일부, 복룡리/괴치리/덕전리 일부/청송리 일부, 관동리/호동리/낙양리/덕전리 일부/복동리 일부, 포동리/복동리 일부/사내리 일부/향산리 일부/계양리 일부, 대흥리/덕암리/(원송면)무송리 일부/금사리 일부, 축동리/판정리, 학천리/조동리/어림리/향산리 일부/계양리 일부, 월평리/복동리 일부/청송리 일부/향산리 일부 | 성송면      | 계당리, 괴치리, 낙양리, 사내리, 암치리, 판정리, 학천리, 향산리                 |
| 무장군 원송면(元松面) 용두리/금사리 일부/무송리 일부/(성동면)내원리 일부, 산수리/외원리 일부/삼태리 일부/방축리 일부/(대사면)세장리 일부, 석현리/중금리/상금리/(전라남도 영광군 대안면)금동 일부, 상고리/양사리/하고리/삼태리 일부/(성동면)외원리 일부/내원리 일부 | 성송면      | 무송리, 산수리, 상금리, 하고리                                                 |
| 무장군 대제면(大梯面) 용강리 일부/광대리 일부/성남리 일부, 백운리/광대리 일부/덕천리 일부/(대사면)신기리 일부, 성동리 일부/성남리 일부, 목교리/곡촌리/덕천리 일부/중산리 일부/(대사면)세장리 일부 | 대산면      | 광대리, 덕천리, 성남리, 중산리                                                 |
| 무장군 대사면(大寺面) 신장리/지정리/매산리/세장리 일부/교동리 일부/산정리 일부/(대제면)중산리 일부/(원송면)방축리 일부, 율촌리/신기리 일부/발산리 일부/(장자산면)장동리 일부 | 대산면      | 매산리, 산정리, 율촌리                                                         |
| 무장군 장자산면(莊子山面) 갈마리 일부, 대장리/장동리 일부/용해리 일부/연화리 일부, 용해리 일부/장동리 일부/연화리 일부/(대사면)신기리 일부, 남당리/월성리/지석리 일부/(전라남도 영광군 대안면)복동 일부, 입암리/춘산리 일부/갈마리 일부/소성리 일부/(전라남도 영광군 진량면)지장리 일부, 반월리/해룡리, 회룡리/구동리/(전라남도 영광군 도내면)용계리 일부 | 대산면      | 갈마리, 대장리, 연동리, 지석리, 춘산리, 해룡리, 회룡리                         |
| 무장군 심원면(心元面) 예동리/만돌리 일부/고전리 일부/주산리 일부/두어리 일부, 내궁리/두마리 일부, 도산리/월산리 일부/도천리 일부/두마리 일부, 두어리 일부/고전리 일부, 난호리/만돌리 일부/두어리 일부, 연화리/월산리 일부/화산리 일부, 용기리 일부, 사등리/월산리 일부/화산리 일부/도천리 일부, 죽곡리/도천리 일부/주산리 일부, 하전리/상전리/월산리 일부/용기리 일부 | 심원면      | 고전리, 궁산리, 도천리, 두어리, 만돌리, 연화리, 용기리, 월산리, 주산리, 하전리 |
| 흥덕군 현내면(縣內面) 서문리/교촌 일부/오태동 일부, 한림동/녹사리/동문리 일부/동부리 일부/복룡촌 일부, 석호촌/신조리 일부/오태동 일부/교촌 일부/(북면)회목동 일부, 치리/구동/동문리 일부/복룡촌 일부/신흥리 일부/(북면)석우촌 일부, 서부리/동부리 일부/신조리 일부 | 흥덕면      | 교운리, 동사리, 오호리, 치룡리, 흥덕리                                         |
| 흥덕군 북면(北面) 내남당/대양리/제내촌/용반리/관동 일부/동신기 일부/회화정 일부/외남당 일부/중남당 일부/오정리 일부/(부안군 건선면)신흥리 일부/신정리 일부, 주항동/회목동 일부/사포리 일부, 석신기/동림리/석우촌 일부/동신기 일부/관동 일부/회화정 일부/신흥리 일부, 연장동/용소동/목우촌/신덕리/용두리 일부, 연지동/신송리/노동/미동/구송리/신흥리 일부/석우촌 일부, 하남당/신흥리/회화정 일부/외남당 일부/중남당 일부/(일동면)산양리 일부/관동 일부/(부안군 건선면)신흥리 일부/(고부군 서부면)중리 일부, 대촌/후포리/용두리 일부/사포리 일부/석우촌 일부/신송리 일부       | 흥덕면      | 용반리, 사포리, 석우리, 신덕리, 신송리, 하남리, 후포리                         |
| 흥덕군 일남면(一南面) 가평리/백계동/갈촌/노동/(이남면)원동, 월계리/덕곡리/화동/대장동/왕림리 일부, 전중리/구산촌/아산리/도산리/왕림리 일부/월화리 일부, 임리/만화동/야동 일부/외화동 일부/(이남면)대강리, 제내촌/빈월산/칠현동/용암리/외화동 일부/야동 일부/종송리 일부, 내화리/구암리/외화동 일부/월화리 일부, 내고리/외고리/성암촌/성하촌/종송리 일부 | 신림면      | 가평리, 덕화리, 도림리, 무림리, 송암리, 외화리, 제하리                         |
| 흥덕군 이남면(二南面) 궁평리/성남리/신성리/용전리/용계리/용연리 일부/월계리 일부, 서세리/남세리/관동/은정동/입석리/석문리/(일서면)작산리 일부, 내동/송촌/신송리/농암리 일부/(일서면)수침동 일부, 청송리/해평리/입신리/입전리/용계리/용연리 일부/월평리 일부, 석암리/해암리/해월리/해천리/신촌/자포리 일부/마산리 일부/농암리 일부/용연리 일부 | 신림면      | 반룡리, 세곡리, 송용리, 신평리, 자포리                                         |
| 흥덕군 일서면(一西面) 산직동/세천리/평월리/서당촌/벽송동/덕림촌 일부/용교동 일부/(이서면)신림촌 일부/마산리 일부, 법지리/장승점/관동/영구리 일부/수침동 일부/(이서면)신기리, 풍암치/부흥동/작산리 일부/덕림리 일부/용교동 일부/(이남면)자포리 일부, 백운리/삼태리/중등리/조양리/궁현리/진목정 일부/(이서면)석산리 | 벽사면      | 벽송리, 법지리, 부송리, 운양리                                                 |
| 흥덕군 이서면(二西面) 신점촌/사창리/(일서면)진목정 일부, 죽송리/덕평리/외사리/내사리/제내리/용정리/(일서면)영구리 일부/통지리, 중등리/상등리/등성리 일부, 오공리/석교리/(현내면)오태동 일부, 신덕리/반정리/용산리 일부 | 벽사면      | 사창리, 사천리, 상등리, 석교리, 용산리                                         |
| 흥덕군 일동면(一東面) 생근리/관정리/기동/도덕리/감동/백연동/산양리 일부/관동 일부/양협리 일부/(고부군 성포면)금동리 일부/(고부군 서부면)화산리 일부/중리 일부, 덕성리/부동/엄동/동촌 일부/조동 일부/(고부군 성포면)기린리 일부/금동리 일부, 장교촌/당사촌/칠성동/장수동/구동/관동 일부/(이동면)신평리, 내토리/운등리/운산리/동부리/계동/석우동/낙산리 일부/거월리 일부/외토리 일부, 신점리/신시리/치등리/외동/거월리 일부/외토리 일부, 금평리/필선동/석전동/월명동/조동 일부/동촌 일부/와석리 일부/(고부군 성포면)기린리 일부                                                | 성내면      | 덕산리, 부덕리, 신성리, 양계리, 월성리, 조동리                                 |
| 흥덕군 이동면(二東面) 신월리/신흥리/주항리/상현리/대곡리/내안촌 일부/신정리 일부/해평리 일부, 구평리/내동산/외동산/월봉촌 일부/한정리 일부/토등리 일부, 세월리/은동 일부/죽동 일부/낙산리 일부/(고부군 성포면)애당리 일부, 봉서리/대천리/해평리 일부/신정리 일부/옥교리 일부/(이서면)왕동, 용전리/우동/학동/진목동/상교동/구성동/옥교리 일부, 인천리/신동/내옥리/외옥리/구정리/광주동/월봉촌 일부/안유리 일부, 입산리/죽림리/송림리/편월리/토등리 일부/내안촌 일부/한정리 일부/안유리 일부                                                                                   | 성내면      | 대흥리, 동산리, 산림리, 신대리, 용교리, 옥제리, 월산리                         |
| 흥덕군 부안면(富安面) 중복리/덕흥리/계곡리/서당촌, 상오산/하오산/우수점/구정리/(이서면)등성리 일부, 팽정리/창내리/중산리/장등리/검곡리 일부/부귀리 일부/(이서면)신안리, 주촌/회룡리/종산리/용전리/상대동/하대동/갈마동/부귀리 일부, 용연리/반용리/신천리, 석암리/원당리/상포리/반월리/인촌 일부, 봉오리/인촌 일부/대고리 일부/(이서면)죽도리, 소고리/안현리/대고리 일부/신흥리 일부, 구룡리/신흥리 일부/(이서면)선운리, 수남리/선양리/신기리/검곡리 일부 | 부안면      | 중흥리, 오산리, 검산리, 수동리, 수앙리, 상암리, 봉암리, 송현리, 선운리, 수남리 |
17면 - 고창면, 고수면, 오산면, 아산면, 무장면, 석곡면, 공음면, 상하면, 해리면, 성송면, 대산면, 심원면, 흥덕면, 성내면, 신림면, 벽사면, 부안면
- 1935년 3월 1일 오산면, 석곡면, 벽사면을 폐지하여 인접 면에 분할 편입하였다.[3]

| 도령 제1호                                            |             |
| 구 행정구역                                           | 신 행정구역 |
| 오산면 율계리, 신월리, 죽림리, 도산리, 주곡리, 덕정리 | 고창면 일부 |
| 오산면 봉산리, 우평리, 남산리, 예지리, 인성리         | 고수면 일부 |
| 석곡면 삼인리, 성산리, 학전리, 남산리                 | 아산면 일부 |
| 석곡면 강남리, 목우리, 옥산리, 덕림리                 | 무장면 일부 |
| 벽사면 사천리, 석교리                                 | 흥덕면 일부 |
| 벽사면 부송리, 벽송리, 법지리                         | 신림면 일부 |
| 벽사면 운양리, 사창리, 상등리, 용산리                 | 부안면 일부 |
- 1955년 7월 1일 고창면을 고창읍으로 승격하였다.[4] (1읍 13면)
- 1973년 7월 1일 신림면 제하리가 흥덕면으로 편입되었다.
- 1983년 2월 15일 성송면 산수리 일부가 대산면 매산리로, 대산면 중산리 일부를 성송면 하고리로 편입하였다.[5]
- 1987년 1월 1일 성송면 상금리가 대산면에, 신림면 송암리가 흥덕면으로 편입되었다. 또 성내면 조동리 일부가 정읍군 소성면 보화리로, 고수면 봉산리 일부를 고창읍 덕산리로, 상하면 송곡리 일부가 해리면 안산리에 각각 편입되었다.[6]
- 1999년 9월 8일 고창군 조례 제1449호[7]가 공포 및 시행되어 각 읍면간 경계를 조정하였다. 흥덕면 하남리 일부를 성내면 덕산리로, 성내면 덕산리와 신성리의 각 일부를 흥덕면 하남리로, 흥덕면 흥덕리 일부가 같은 면의 동사리로 각각 편입하였다.
- 2009년 1월 30일 고창군 조례 제1851호[8]가 공포 및 시행되어 고창읍 교촌리 일부가 읍내리로 편입되었다.